# 사봉면
사봉면(寺奉面)은 대한민국 경상남도 진주시의 면이다. 넓이는 32.02km2이고, 인구는 2007년 기준으로 2,080명이다.

## 행정 구역
- 부계리(富溪里)
- 무촌리(武村里)
- 마성리(馬城里)
- 봉곡리(鳳谷里)
- 방촌리(芳村里)
- 사곡리(沙谷里)

## 교육
- 사봉초등학교 (사곡리)
- 반성중학교 (무촌리)